# Carmelita Geraghty

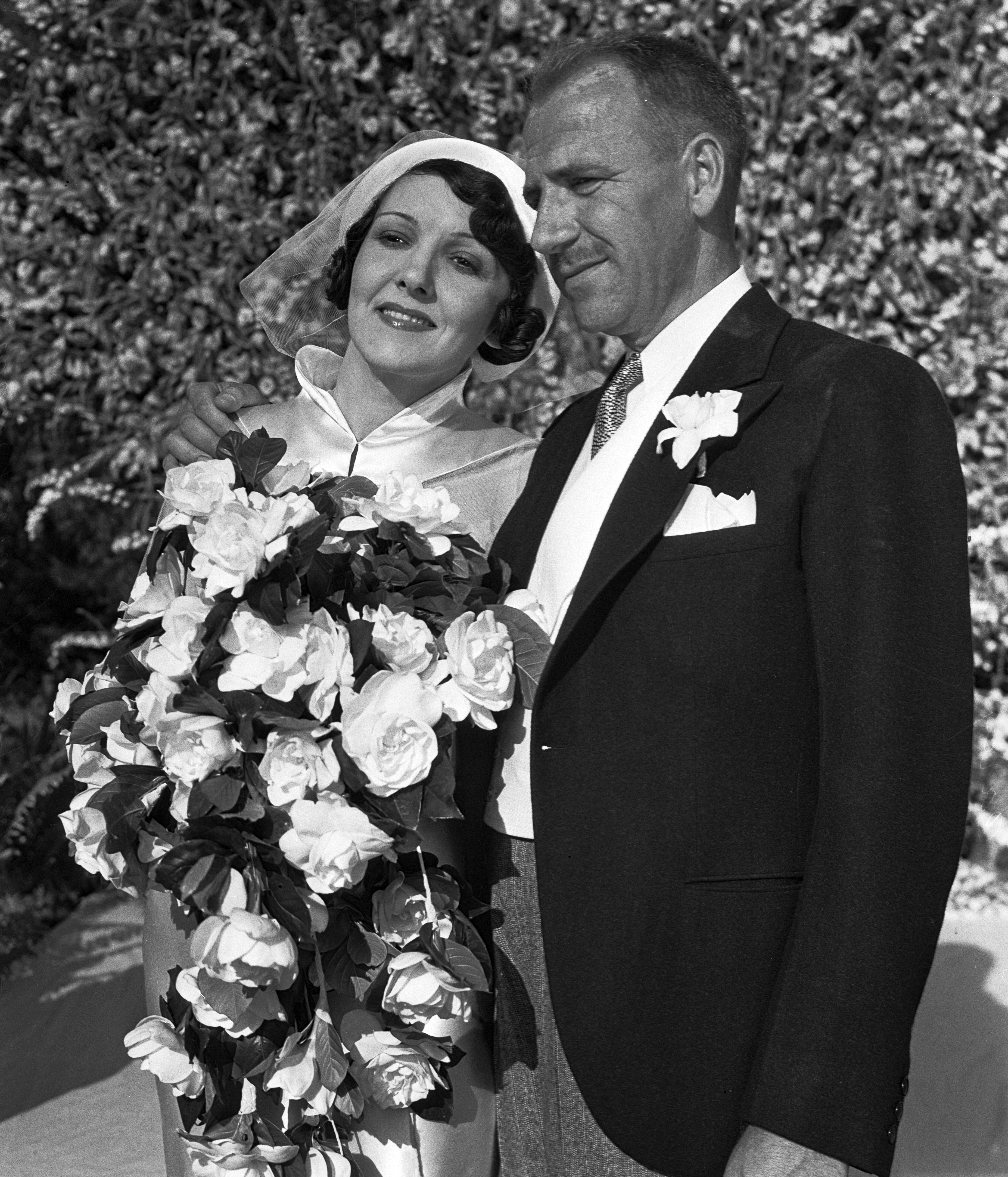
Carmelita Geraghty mit ihrem Mann Carey Wilson (1934)

Carmelita Geraghty (* 21. März 1901 in Rushville, Indiana; † 7. Juli 1966 in New York City) war eine US-amerikanische Filmschauspielerin der Stummfilm- und frühen Tonfilmzeit.

## Leben und Wirken
Sie war die Tochter von Drehbuchautor Thomas J. Geraghty (1883–1945) und Ethel Geraghty (1884–1932). Ihre Geschwister waren Sheila Gladys (1904–1968), Gerald (1906–1954) und Maurice (1908–1987).
In ihrer Anfangszeit in Hollywood arbeitete sie als Script Girl bei Paramount Pictures, bis sie sich der Schauspielerei zuwandte. Zu Beginn ihrer Filmkarriere spielte sie in verschiedenen Boxerfilmen mit, so in High Speed (1924) mit Herbert Rawlinson sowie in Winning His Way (1924), Fight and Win (1924), All’s Swell on the Ocean (1924) und The Title Holder (1924) jeweils an der Seite von Schwergewichtsboxer Jack Dempsey. 1924 wurde sie als vielversprechender Jungstar unter die WAMPAS Baby Stars des Jahres gewählt. Unter der Regie von Alfred Hitchcock drehte sie 1925 Irrgarten der Leidenschaft in der sie die Rolle der Jill Cheyne übernahm. Weitere Filme folgten, bis sie 1936 mit Phantom of Santa Fe ihren letzten Film drehte.
Am 6. Mai 1934 heiratete sie den Drehbuchautor und Produzenten Carey Wilson. Ihre Brautjungfer war die Filmschauspielerin Jean Harlow. Mit Wilson war sie bis zu seinem Tod 1962 verheiratet. In späteren Jahren widmete sie sich verstärkt der Malerei.
Sie verstarb nach einem Herzinfarkt im Lombardy Hotel in New York City und wurde auf dem Hollywood Forever Cemetery beigesetzt.

## Filmografie (Auswahl)
- 1923: Jealous Husbands
- 1923: Bag and Baggage
- 1923: Black Oxen
- 1924: Discontented Husbands
- 1924: Through the Dark
- 1924: Larry der Flaschentöter (Trouble Brewing, Kurzfilm)
- 1924: High Speed
- 1924: Winning His Way (Kurzfilm)
- 1924: Fight and Win
- 1924: All’s Swell on the Ocean (Kurzfilm)
- 1924: The Title Holder (Kurzfilm)
- 1924: Geared to Go
- 1925: Passionate Youth
- 1925: Brand of Cowardice
- 1925: The Mysterious Stranger
- 1925: Under the Rouge
- 1925: Cyclone Cavalier
- 1925: Irrgarten der Leidenschaft (The Pleasure Garden)
- 1925: My Lady of Whims
- 1926: The Great Gatsby
- 1926: The Flying Mail
- 1926: The Lily
- 1926: Smith’s Uncle (Kurzfilm)
- 1926: Josselyn’s Wife
- 1926: The Canyon of Light
- 1927: The Last Trail
- 1927: What Every Girl Should Know
- 1927: Die Venus von Venedig (Venus of Venice)
- 1927: Meine beste Freundin (My Best Girl)
- 1927: The Small Bachelor
- 1927: The Slaver
- 1927: The Girl from Everywhere
- 1928: The Good-Bye Kiss
- 1928: His Unlucky Night (Kurzfilm)
- 1928: The Campus Carmen (Kurzfilm)
- 1928: Motorboat Mamas (Kurzfilm)
- 1928: The Bargain Hunt (Kurzfilm)
- 1928: Hubby’s Weekend Trip (Kurzfilm)
- 1928: A Jim Jam Janitor (Kurzfilm)
- 1928: South of Panama
- 1928: Object: Alimony
- 1928: Courageous Fool
- 1929: Clunked on the Corner (Kurzfilm)
- 1929: Uncle Tom (Kurzfilm)
- 1929: Calling Hubby’s Bluff (Kurzfilm)
- 1929: Button My Back (Kurzfilm)
- 1929: Foolish Husbands (Kurzfilm)
- 1929: Don’t Get Jealous (Kurzfilm)
- 1929: A Close Shave (Kurzfilm)
- 1929: Paris Bound
- 1929: The Mississippi Gambler
- 1929: This Thing Called Love
- 1929: After the Fog
- 1930: Pick ’Em Young (Kurzfilm)
- 1930: Men Without Law
- 1930: What Men Want
- 1930: Brothers
- 1930: Rogue of the Rio Grande
- 1930: Fighting Thru
- 1931: Millie
- 1931: 50 Million Frenchmen
- 1931: The Hawk
- 1931: Daybreak
- 1931: The Texas Ranger
- 1931: Graft
- 1931: Night Life in Reno
- 1931: Forgotten Women
- 1931: The Devil Plays
- 1932: Prestige
- 1932: Escapade
- 1932: Das Dschungelgeheimnis (Jungle Mystery)
- 1932: Malay Nights
- 1932: The Flaming Signal
- 1933: Broadway Bad
- 1935: Manhattan Butterfly
- 1936: Phantom of Santa Fe